# Yentel Caers
Yentel Caers (24 maart 1995) is een Belgisch windsurfer.

## Levensloop
Caers werd op zijn zes jaar actief in het windsurfen en vanaf zijn elf in de freestyle-discipline. In 2015 werd hij professional.
In 2019 werd hij zowel Europees kampioen als Wereldkampioen freestyle windsurfen. nadat hij in de wereldbekerwedstrijd te Sylt in zijn vier reeksen de dubbele eliminatie wist te winnen.
Hij is woonachtig te Ham.